# Dedoplistsqaro

Dedoplistsqaro, avec la montagne Ilia en arrière-plan.

Dedoplistsqaro ou Dedoplistskaro (géorgien : დედოფლისწყარო, littéralement « la source de la reine ») est une ville de Kakhétie, en Géorgie, avec une population de 5 940 habitants. La ville se trouve dans la plaine de Shiraki, en Géorgie orientale, et constitue une municipalité du district du même nom.

## Personnalités
- Oleksiy Arestovytch (1975), blogueur et homme politique ukrainien